# Simone Martin (femme politique)
Pour les articles homonymes, voir Simone Martin.
Simone Martin, née le 14 avril 1943 à Tourcoing, est une femme politique française. Elle est députée européenne (PR-UDF) de 1979 à 1994 et maire de Thonnance-lès-Joinville (Haute-Marne) de 2008 à 2020.

## Biographie
Agricultrice en Haute-Marne, Simone Martin est conseillère générale du canton de Poissons de 1988 à 1994, maire de Thonnance-lès-Joinville de 2008 à 2020 et députée européenne lors des trois premières législatures du Parlement européen (1979-1994).
Candidate PR-UDF dans la deuxième circonscription de la Haute-Marne lors de l'élection législative de 1988, elle échoue (46,51 %) au second tour face au sortant Guy Chanfrault (PS). À nouveau candidate en 1993, elle échoue à nouveau (35,72 %) au second tour face à François Cornut-Gentille (RPR).

## Détail des fonctions et des mandats
Mandats parlementaires
- 17 juillet 1979 - 23 juillet 1984 : Députée européenne
- 24 juillet 1984 - 24 juillet 1989 : Députée européenne
- 25 juillet 1989 - 18 juillet 1994 : Députée européenne